# Neoselachii
I Neoselaci (Neoselachii Compagno, 1977) formano un clade di pesci cartilaginei.

## Tassonomia
Secondo World Register of Marine Species (22 febbraio 2012) questo clade si compone di due gruppi attuali:
- infraclasse Selachii — gli squali moderni
- infraclasse Batoidea — le razze moderne